# مایکروسافت بیسیک آتاری
| مایکروسافت ، آتاری                                     | سازندگان       |
| ------------------------------------------------------ | -------------- |
| 1982; 41 سال پیش                                       | سال عرضه نهایی |
| آتاری 8-بیت خانوادگی                                   | پلتفرم عرضه    |
| 27 کیلوبایت                                            | حجم            |
| مایکروسافت بیسیک                                       | نوع            |
| کپی رایت 1981، 1982 شرکت مایکروسافت، نرم افزار مالکیتی | مجوز ها        |

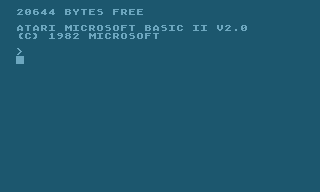
محیط مایکروسافت بیسیک اتاری 2

دو آتاری مایکروسافت بیسیک و آتاری مایکروسافت بیسیک 2 نمونه هایی از نسخه-6502 مایکروسافت بیسیک هستندکه به روی ماشین های آتاری 8 بیتی منتقل شدند . نسخه اول آن که در سال 1981 منتشر شد، به 32 کیلوبایت رم نیاز داشت و روی فلاپی دیسک عرضه شد. نسخه دوم که سال بعد منتشر شد، بیشتر کد را روی یک رام کارتیج با عملیات های بیشتر روی یک فلاپی اختیاری داشت.
مایکروسافت بیسیکِ آتاری به مقدار زیادی با بیسیک های امروزی(در آن زمان) مانند AppleSoft BASIC و Commodore BASIC سازگار بود، برخلاف با آتاری بیسیک خودشان که به نوعی گویش کمی متفاوت داشت و از جهت های زیاد ناسازگار بود. مانند آتاری بیسیک، مایکروسافت بیسیک آتاری تعدادی دستور ها و ویژگی های جدید را برای استفاده به خوبی از پلتفرم آتاری شامل می شد. اینها فقط تا حدی با ویژگی های مشابه Atari BASIC سازگار بودند.

### تاریخچه
هنگامی که مایکروسافت BASIC اصلی خودشان که بر پایه اینتل 8080 بود را به 6502 انتقال داد، توسعه قالب محاسبات ممیز شناور از قالب اصلی 32 بیتی به قالب 40 بیتی اختیاری برای دقت بیشتر، زمان زیادی از آن ها گرفت. هر دو نسخه می توانند با ارائه پرچم های مفسر از یک کد کامپایل شوند. اگر از فرمت 32 بیتی استفاده می‌شد، کد به دست آمده اندازه اش کمتر از 8 کیلوبایت بود، و اگر از فرمت 40 بیتی استفاده می شد، نزدیک 9 کیلوبایت بود.

کامپیوترهای خانگی 8 بیتی آتاری با شکافی برای یک رام کارتریج 8 کیلوبایت طراحی شده بودند. برنامه نویسان آتاری تلاش کردند تا بیسیک مایکروسافت را در یک رام کارتریج قرار دهند و علاوه بر آن ویژگی هایی را در آن برای استفاده به خوبی از پلتفرم به آن اضافه کنند. در تابستان 1978، آتاری تصمیم گرفت که تلاش های منتقل کردن را به شرکتی دیگر خارج از آتاری بسپرد تا که BASIC به موقع برای راه اندازی سیستم در سال 1979 آماده شود و این باعث شد آنها به شرکت Shepardson Microsystems Inc کار را سپارند. (SMI). smi به سرعت به این تصمیم گیری رسید که این کار غیرممکن است، و در عوض پیشنهاد ساختن یک نسخه کاملاً جدید از بیسیک را داد. این به آتاری بیسیک تبدیل شد و با آتاری 400 و آتاری 800 در سال 1979 منتشر شد.

آتاری به کار با کد ام اس ادامه داد و یک نسخه از آن را بر روی فلاپی دیسک در سال 1981 منتشر کرد. علاوه بر دامنه گسترش یافته دستور های استاندارد در ام اس در قیاس با آتاری بیسیک، نسخه جدید چندین دستور اضافی برای گرافیک ها، صدا و سایر ویژگی ها به پلتفرم افزود. آن همچنین شامل متغیرهای عدد صحیح و یک بسته کامل ریاضیاتی عدد صحیح  بود که عملکرد بهتر و بهبود یافته ای را ارائه و در اختیار میگذاشت. با این حال، چون حداقل 32 کیلوبایت رم نیاز داشت و فقط از روی یک صفحه اجرا می شد، هرگز محبوبیت خاصی نداشت.

نسخه دوم، آتاری مایکروسافت بیسیک  2 که منتشر شد، بیشتر کدها را به یک کارتیج 16 کیلوبایتی گسترش یافته انتقال داد و 11 کیلوبایت اضافی دیگر نیز از کد هایی که به ندرت استفاده می شود روی صفحه قرار داد، به این معنا که بسیاری از برنامه هایی، که برای استفاده روی پلتفرم های مختلف در نظر گرفته شدند اکنون می توانند به تنهایی از طریق کارتریج اجرا شوند. بیسیک 2 که در سال 1982 منتشر شد، کاربرد کمی در دنیای واقعی داشت.

### جزئیات
مفسر زیربنایی بر پایه کد 9 کیلوبایتی ام او اس 6502 بود، آن کد همچنین پایه ها Commodore BASIC و AppleSoft BASIC را نیز شکل داد و تا مقدار بسیار زیادی با آنها سازگار بود. یک جنبه‌ کلیدی این سیستم مدیریت رشته‌ها بود که بر پایه کدی مشابه و یکسان با آن پلتفرم‌ها بود. در مقابل، آتاری بیسیک از یک سیستم به طور کامل متفاوت استفاده می‌کرد که با رشته‌ها را به‌عنوان آرایه‌هایی از کاراکترها رفتار می کرد و با اکثر سیستم‌های دیگر سازگار نبود و به راحتی از بقیه سیستم ها منتقل نمی‌شد.